# Live Oak (condado de Santa Cruz)
Live Oak é uma Região censo-designada localizada no estado americano da Califórnia, no Condado de Santa Cruz.

## Demografia
Segundo o censo americano de 2000, a sua população era de 16.628 habitantes.

## Geografia
De acordo com o United States Census Bureau tem uma área de 8,4 km², dos quais 8,4 km² cobertos por terra e 0,0 km² cobertos por água.

## Localidades na vizinhança
O diagrama seguinte representa as localidades num raio de 8 km ao redor de Live Oak.